# 사법심사
사법심사(司法審査, Judicial review) 또는 위헌심사는 입법부가 제정한 법률이 헌법에 위반되는지를 사법부가 심사하는 제도로, 민주주의 체제 하에서 삼권분립에 중요한 역할을 지닌다.

## 개요
법원이 헌법에 근거하여 실정법을 무효로 선언한 최초의 사례가 1803년 미국 연방대법원에서 이루어진 마베리 대 매디슨 사건인 만큼, 영미법계에서 사법심사의 사상적 연원을 찾는 것은 자연스러운 일이다. 
예를 들어 13세기 영국의 법률가 브랙턴(Henry de Bracton)의 주저는 "영국의 법과 관습에 대하여"(Bracton on the Laws and Customs of England)인데, 미완간 된 이 책에서 그는, "국왕도 하나님과 기본법 아래에 있다"고 선언했다. 후에 하원의원이 되어 1628년의 권리청원을 주도하기도 했던 에드워드 코크 경은 민사법원 판사로 재직할 당시, 1610년의 보넘 판결(Bonham`s case)에서 "의회제정법이 일반권리 또는 이성에 반하거나, 모순되거나, 실행이 불가능한 경우에는 보통법(common law)이 그것을 통제하며 그러한 법을 무효라고 결정할 것이다"라고 했다.
그러나 아이러니하게도 미국헌법에는 사법부의 사법심사권에 대한 내용이 명시되어 있지 않으며, 사법심사 권한은 1803년 마베리 대 매디슨 사건에 대해 미국 연방대법원이 내린 판결로부터 점차적으로 확립되어 온 것이다. 당시 마샬 연방대법원장은 "특정사건에 적용할 법에 관하여 연방헌법과 의회의 법률이 다른 경우 법원은 연방헌법에 모순되는 의회의 법률을 무효로 하고 그 적용을 거부할 권한을 가지고 있다."고 판결내렸다. 이러한 사법심사권에 힘입어 연방대법원은 미국 역사 전반에 걸쳐 중대한 영향력을 행사해 왔다. 연방대법원이 연방법률에 위헌 판결을 내림으로써 "입법"하는 행위를 사법입법(judicial activism)이라고도 부른다. 연방대법원은 2004년 6월까지 약 200년 동안 159개의 연방법률, 939개의 주 법률, 122개의 시조례에 대한 위헌 결정을 내렸다.
반면 대륙법계 국가들은 전통적으로 민주주의 내에서 국민주권의 개념이 중요한 지위를 차지했기에, 민주적으로 선출된 의회가 제정한 실정법에 대하여 사법부가 유무효를 판단하는 것은 적절하지 않은 것으로 여겨왔고, 따라서 영미법계에 비해 사법심사의 도입이 늦어졌다. 대륙법계에 널리 사법심사의 가능성을 제시한 것은 오스트리아의 법학자 한스 켈젠으로, 그는 최고의 법인 헌법을 수호하기 위해 헌법재판을 수행하는 별도의 헌법재판소가 필요하다고 주장했다. 켈젠의 주장에 영향을 받은 오스트리아는 1919년 일반적인 법원과 분리되어 헌법재판만을 수행하는 별도의 기관으로서 최초의 헌법재판소를 설립하며 위헌법률심사제도를 마련함으로써 사법심사권을 확립하였다. 이러한 제도는 2차세계대전 이후 인권보호의 중요성이 강조되면서 점진적으로 전세계에 확산되기에 이른다.

## 대한민국

### 역사적 변천
대한민국에서의 사법심사는 1948년 제헌헌법 제정 당시부터 헌법에 제도적으로 도입되어 왔으나, 사법심사의 주체를 일반법원으로 할 것인지 또는 별도의 기구를 둘 것인지 여부에 대해서는 수차례의 헌법개정 동안 다양한 시도들이 채택되어 왔다. 현재는 1988년 제정된 대한민국 헌법 제111조 제1항에 따라 법률에 대한 사법심사는 대한민국 헌법재판소에서 위헌법률심판의 형태로 이루어지고 있으나, 한편으로 헌법 제107조 제2항에 따라 명령, 규칙, 처분의 위헌성이 재판의 전제가 되는 경우 그에 대한 위헌심사는 대한민국 대법원에 권한이 있다.

## 같이 보기
- 마베리 대 매디슨 사건
- 에드워드 코크
- 한스 켈젠
- 헌법재판

## 참고 문헌
1. ↑  조지형, "사법심사의 역사적 기원: Marbury v. Madison 사건 이전을 중심으로", 서양사론, Vol.53 No.1, 한국서양사학회, 1997, 129면
2. ↑  Henry de Bracton, Bracton on the Laws and Customs of England, vol 2, p. 33
3. ↑  Sir Edward Coke, The Selected Writings and Speeches of Sir Edward Coke, ed. Steve Sheppard (Indianapolis: Liberty Fund, 2003). Vol. 1. Chapter: Dr. Bonham’s Case]. Accessed on 2008-01-19 via The Online Library of Liberty.
4. ↑  강승식, 미국 헌법학 강의, 궁리, 2006. p 85
5. ↑  헌법재판소, 헌법재판소 10년사, 헌법재판소, 1998. p. 3~4